# Nolana lycioides
Nolana lycioides ist eine Pflanzenart aus der Gattung Nolana in der Familie der Nachtschattengewächse (Solanaceae). Die Art kommt in Teilen Nordchiles und Südperus vor.

## Beschreibung
Nolana lycioides sind locker, aber starr verzweigte Sträucher von bis zu 1 m Höhe. Bereits die äußersten, dünnsten Zweige sind verholzt. Die Zweige haben eine Länge von 2 bis 6 cm, der Abstand zwischen zwei Internodien beträgt meist nur 1 bis 5 mm. Sie sind dicht mit gestielten, undeutlich rauhaarigen Trichomen besetzt. Die flachen oder beinahe flachen Laubblätter stehen büschelähnlich zusammen, sie sind spatelförmig, die Spitze ist gerundet, die Länge erreicht 5 bis 9 mm, die Breite 0,5 bis 0,9 mm, ihre Oberfläche ist dicht drüsig behaart.
Die Blütenstiele sind 3 bis 8 mm lang und schlank, an der Frucht vergrößern sie sich leicht. Der Kelch ist dicht drüsig behaart, zur Blütezeit 4 mm und an der Frucht etwa 6 bis 7 mm lang. Er ist meist fast bis zur Basis, jedoch immer mindestens bis zur Hälfte gespalten und somit in ungleichmäßige, keilförmige, 2 bis 3 mm lange Zipfel geteilt. Die blaue Krone hat eine Länge von 2,2 bis 2,7 mm, sie ist schwach drüsig und flaumhaarig behaart, vor allem die Innenseite ist feiner flaumhaarig behaart. Die Kronröhre ist 8 bis 10 mm lang und weniger als 1 mm breit. Der Kronschlund erweitert sich plötzlich auf einen Durchmesser von 10 bis 12 (selten auch nur 6) mm. Der daran anschließende Kronsaum misst 18 bis 20 mm im Durchmesser. Die Kronlappen sind abgerundet und aufsteigend. Die Staubfäden sind ungleich lang, linealisch, unbehaart und an der Oberkante der Kronröhre fixiert.
Die Sammelfrüchte bestehen aus fünf bis acht nussartigen Teilfrüchten, die einreihig angeordnet sind.

## Verbreitung
Die Art ist in Chile im nördlichen Teil der Provinz Tarapacá verbreitet, in Peru kommt sie in den südlichen Teilen der Departements Moquegua und Tacna vor.

## Systematik
Phylogenetische Untersuchungen ergaben, dass die Art innerhalb der Gattung am nächsten mit Nolana arequipensis, Nolana cerrateana, Nolana confinis, Nolana gayana, Nolana intonsa, Nolana johnstonii, Nolana pallida, Nolana pilosa, Nolana thinophila, Nolana tomentella und Nolana volcanica verwandt ist. Mit Ausnahme von Nolana intonsa (aus Chile) stammen alle Arten aus Peru, sie bilden eine monophyletische Klade.